# Johan Danielson
Johan Danielson, född 10 november 1831 i Fröskogs socken, Älvsborgs län, död 14 juni 1901 i Hedvig Eleonora församling, Stockholm, var en svensk ingenjör, järnvägsbyggare.
Danielson deltog vid undersökningar för flera större järnvägar som Uddevalla-Vänersborg-Herrljunga och Falun-Göteborg och var överingenjör vid Stockholm-Västerås-Bergslagens järnvägars byggnad. Danielson stiftade 1900 genom testamenten Danielsonska fonden för befordran av upplysning och ekonomisk förkovran hos den jordbrukande befolkningen inom hans hembygd, Tössbo härad i Dalsland, samt skänkte pengar till en stipendiefond vid Kungliga Tekniska högskolan. Han är begravd på Fröskogs kyrkogård.